# Trichodactylus fluviatilis
Trichodactylus fluviatilis är en kräftdjursart som beskrevs av Pierre André Latreille 1928. Trichodactylus fluviatilis ingår i släktet Trichodactylus och familjen Trichodactylidae. IUCN kategoriserar arten globalt som livskraftig. Inga underarter finns listade i Catalogue of Life.

## Bildgalleri

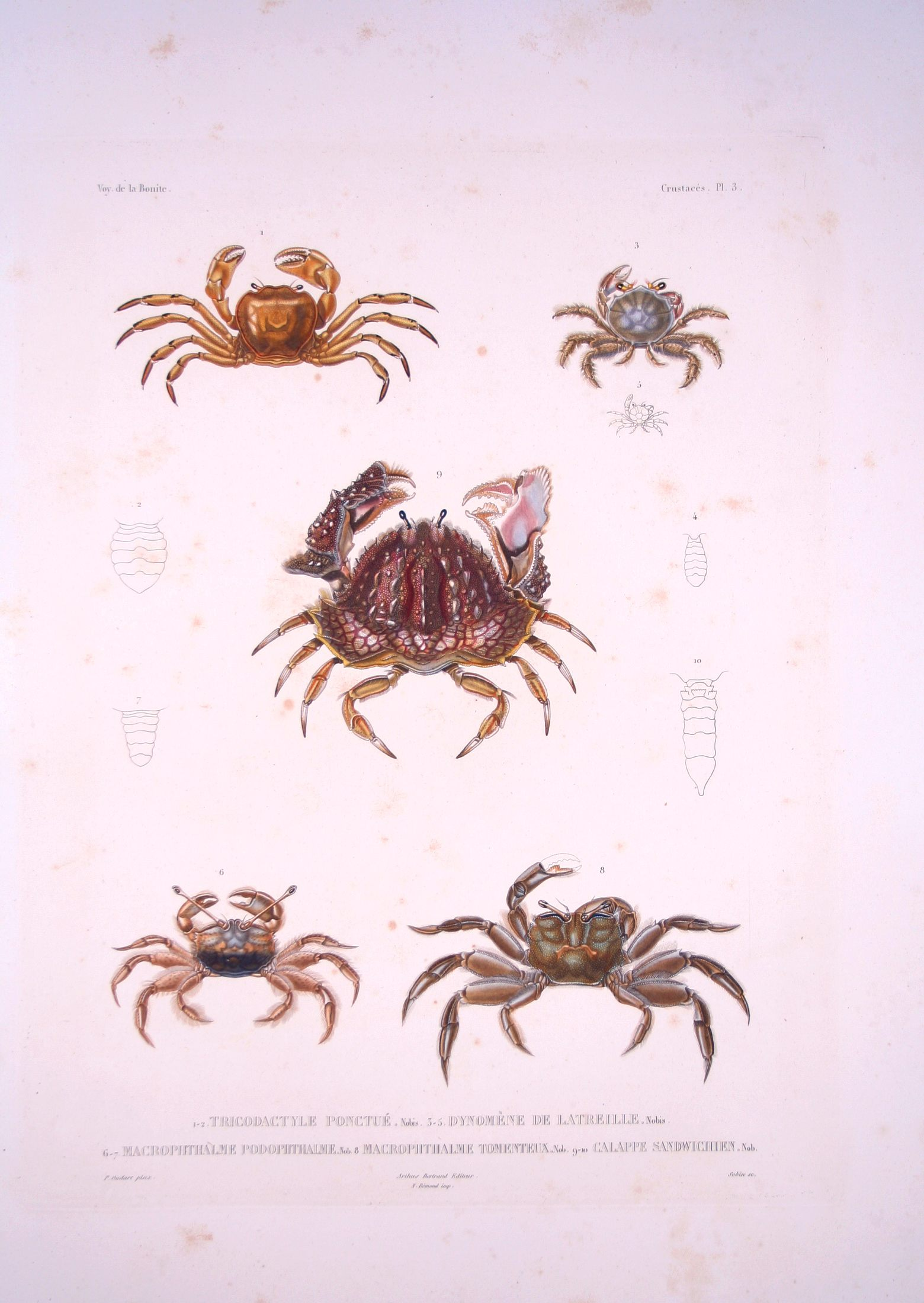